# Megamelus bifurcatus
Megamelus bifurcatus är en insektsart som beskrevs av Crawford 1914. Megamelus bifurcatus ingår i släktet Megamelus och familjen sporrstritar. Inga underarter finns listade i Catalogue of Life.